# Raúl de Tomás
Raúl de Tomás Gómez (Madrid, 17 ottobre 1994) è un calciatore spagnolo, attaccante dell'Al-Wakrah in prestito dal Rayo Vallecano.

## Caratteristiche tecniche
È un centravanti, dotato di buon senso del goal e una discreta mobilità offensiva.

## Carriera

### Club
Cresciuto nelle giovanili del Real Madrid, dopo le esperienze con il Córdoba e il Real Valladolid, è andato in prestito al Rayo Vallecano, dove ha realizzato 38 goal in 66 partite e trascinato la squadra alla salvezza per due anni consecutivi.
Il 3 luglio 2019 passa a titolo definitivo al Benfica. L'anno seguente si trasferisce all'Espanyol, segnando 4 gol nelle prime 4 partite in cui scende in campo. L’anno successivo rimane all’Espanyol anche in seguito alla retrocessione della squadra catalana in La Liga 2.
Il 13 settembre 2022 torna dopo 3 anni al Rayo Vallecano.

### Nazionale
Il 6 novembre 2021 viene convocato per la prima volta in nazionale maggiore, in sostituzione dell'infortunato Ansu Fati. Esordisce 5 giorni dopo partendo titolare nel successo per 0-1 in casa della Grecia.

## Statistiche

### Presenze e reti nei club
Statistiche aggiornate al 25 maggio 2024.
| Stagione              | Squadra               | Campionato            | Campionato | Campionato | Coppe nazionali | Coppe nazionali | Coppe nazionali | Coppe continentali | Coppe continentali | Coppe continentali | Altre coppe | Altre coppe | Altre coppe | Totale | Totale |
| Stagione              | Squadra               | Comp                  | Pres       | Reti       | Comp            | Pres            | Reti            | Comp               | Pres               | Reti               | Comp        | Pres        | Reti        | Pres   | Reti   |
| --------------------- | --------------------- | --------------------- | ---------- | ---------- | --------------- | --------------- | --------------- | ------------------ | ------------------ | ------------------ | ----------- | ----------- | ----------- | ------ | ------ |
| 2011-2012             | Real Madrid C         | TD                    | 1          | 0          | -               | -               | -               | -                  | -                  | -                  | -           | -           | -           | 1      | 0      |
| 2012-2013             | Real Madrid C         | SDB                   | 14         | 8          | -               | -               | -               | -                  | -                  | -                  | -           | -           | -           | 14     | 8      |
| 2013-2014             | Real Madrid C         | SDB                   | 1          | 0          | -               | -               | -               | -                  | -                  | -                  | -           | -           | -           | 1      | 0      |
| Totale Real Madrid C  | Totale Real Madrid C  | Totale Real Madrid C  | 16         | 8          |                 | -               | -               |                    | -                  | -                  |             | -           | -           | 16     | 8      |
| 2012-2013             | Real Madrid B         | SD                    | 7          | 0          | -               | -               | -               | -                  | -                  | -                  | -           | -           | -           | 7      | 0      |
| 2013-2014             | Real Madrid B         | SD                    | 27         | 7          | -               | -               | -               | -                  | -                  | -                  | -           | -           | -           | 27     | 7      |
| 2014-2015             | Real Madrid B         | SDB                   | 28         | 7          | -               | -               | -               | -                  | -                  | -                  | -           | -           | -           | 28     | 7      |
| Totale Real Madrid B  | Totale Real Madrid B  | Totale Real Madrid B  | 62         | 14         |                 | -               | -               |                    | -                  | -                  |             | -           | -           | 62     | 14     |
| 2014-2015             | Real Madrid           | PD                    | 0          | 0          | CR              | 1               | 0               | UCL                | -                  | -                  | SU+SS+CmC   | -           | -           | 1      | 0      |
| 2015-2016             | Córdoba               | SD                    | 24+2       | 6+0        | CR              | 1               | 0               | -                  | -                  | -                  | -           | -           | -           | 27     | 6      |
| 2016-2017             | Real Valladolid       | SD                    | 36         | 14         | CR              | 3               | 1               | -                  | -                  | -                  | -           | -           | -           | 39     | 15     |
| 2017-2018             | Rayo Vallecano        | SD                    | 32         | 24         | CR              | 0               | 0               | -                  | -                  | -                  | -           | -           | -           | 32     | 24     |
| 2018-2019             | Rayo Vallecano        | PD                    | 33         | 14         | CR              | 1               | 0               | -                  | -                  | -                  | -           | -           | -           | 34     | 14     |
| Totale Rayo Vallecano | Totale Rayo Vallecano | Totale Rayo Vallecano | 65         | 38         |                 | 1               | 0               |                    | -                  | -                  |             | -           | -           | 66     | 38     |
| lug.-dic. 2019        | Benfica               | PL                    | 7          | 0          | CP+CdL          | 2+3             | 1+1             | UCL                | 4                  | 1                  | SP          | 1           | 0           | 17     | 3      |
| gen.-giu. 2020        | Espanyol              | PD                    | 14         | 4          | CR              | 1               | 1               | -                  | -                  | -                  | -           | -           | -           | 15     | 5      |
| 2020-2021             | Espanyol              | SD                    | 37         | 23         | CR              | 1               | 0               | -                  | -                  | -                  | -           | -           | -           | 38     | 23     |
| 2021-2022             | Espanyol              | PD                    | 34         | 17         | CR              | 2               | 0               | -                  | -                  | -                  | -           | -           | -           | 36     | 17     |
| Totale Espanyol       | Totale Espanyol       | Totale Espanyol       | 85         | 44         |                 | 4               | 1               |                    | -                  | -                  |             | -           | -           | 89     | 45     |
| 2022-2023             | Rayo Vallecano        | PD                    | 19         | 4          | CR              | 0               | 0               | -                  | -                  | -                  | -           | -           | -           | 19     | 4      |
| 2023-2024             | Rayo Vallecano        | PD                    | 25         | 1          | CR              | 3               | 1               | -                  | -                  | -                  | -           | -           | -           | 28     | 2      |
| Totale Rayo Vallecano | Totale Rayo Vallecano | Totale Rayo Vallecano | 109        | 43         |                 | 4               | 1               |                    | -                  | -                  |             | -           | -           | 113    | 44     |
| Totale carriera       | Totale carriera       | Totale carriera       | 341        | 129        |                 | 18              | 5               |                    | 4                  | 1                  |             | 1           | 0           | 364    | 135    |

### Cronologia presenze e reti in nazionale
| Cronologia completa delle presenze e delle reti in nazionale ― Spagna | Cronologia completa delle presenze e delle reti in nazionale ― Spagna | Cronologia completa delle presenze e delle reti in nazionale ― Spagna | Cronologia completa delle presenze e delle reti in nazionale ― Spagna | Cronologia completa delle presenze e delle reti in nazionale ― Spagna | Cronologia completa delle presenze e delle reti in nazionale ― Spagna | Cronologia completa delle presenze e delle reti in nazionale ― Spagna | Cronologia completa delle presenze e delle reti in nazionale ― Spagna |
| Data                                                                  | Città                                                                 | In casa                                                               | Risultato                                                             | Ospiti                                                                | Competizione                                                          | Reti                                                                  | Note                                                                  |
| --------------------------------------------------------------------- | --------------------------------------------------------------------- | --------------------------------------------------------------------- | --------------------------------------------------------------------- | --------------------------------------------------------------------- | --------------------------------------------------------------------- | --------------------------------------------------------------------- | --------------------------------------------------------------------- |
| 11-11-2021                                                            | Atene                                                                 | Grecia                                                                | 0 – 1                                                                 | Spagna                                                                | Qual. Mondiali 2022                                                   | -                                                                     | 57’                                                                   |
| 14-11-2021                                                            | Siviglia                                                              | Spagna                                                                | 1 – 0                                                                 | Svezia                                                                | Qual. Mondiali 2022                                                   | -                                                                     | 60’                                                                   |
| 2-6-2022                                                              | Siviglia                                                              | Spagna                                                                | 1 – 1                                                                 | Portogallo                                                            | UEFA Nations League 2022-2023 - 1º turno                              | -                                                                     | 70’                                                                   |
| 5-6-2022                                                              | Praga                                                                 | Rep. Ceca                                                             | 2 – 2                                                                 | Spagna                                                                | UEFA Nations League 2022-2023 - 1º turno                              | -                                                                     | 61’                                                                   |
| Totale                                                                |                                                                       | Presenze                                                              | 4                                                                     |                                                                       | Reti                                                                  | 0                                                                     |                                                                       |

## Palmarès

### Club

#### Competizioni nazionali
- Segunda División: 2

Rayo Vallecano: 2017-2018
Espanyol: 2020-2021
- Supercoppa di Portogallo: 1

Benfica: 2019

### Individuale
- Capocannoniere della Segunda División:1

2020-2021 (23 gol)